# Departamento de Asuntos Económicos y Sociales de las Naciones Unidas
El Departamento de Asuntos Económicos y Sociales de las Naciones Unidas (DESA por sus siglas en inglés) es parte de la Secretaría General de Naciones Unidas y es responsable del seguimiento de grandes cumbres y conferencias de la ONU, así como de proporcionar servicios al Consejo Económico y Social de las Naciones Unidas y a los comités segundo y tercero de la Asamblea General de las Naciones Unidas. El DESA ayuda a países de todo el mundo a establecer sus agendas y a tomar sus decisiones con el objetivo de hacer frente a sus problemas económicos, sociales y medioambientales. Apoya la cooperación internacional con el fin de promover el desarrollo sostenible para todos, basándose en la Agenda 2030 para Desarrollo Sostenible, con sus 17 Objetivos de Desarrollo Sostenible (ODS), tal como fueron adoptados por la Asamblea General el 25 de septiembre de 2015. 
El DESA, al proporcionar una amplia gama de análisis, asesoría sobre políticas y asistencia técnica, traduce eficazmente los compromisos económicos sociales y medioambientales internacionales a acciones y políticas nacionales. También desempeña un papel clave en el seguimiento del avance hacia los Objetivos de Desarrollo Sostenible (ODS) internacionalmente acordados. Asimismo es  miembro del Grupo de las Naciones Unidas para el Desarrollo.

## Entorno organizacional
El DESA es parte de la Secretaría General de la ONU, que se financia mediante contribuciones regulares y predeterminadas de sus Estados miembros. Este departamento de la ONU adoptó su forma actual en 1997, tras una reorganización. El DESA está al mando de Liu Zhenmin, que asumió el cargo de subsecretario general de asuntos económicos y sociales el 26 de julio de 2017, después de que lo nombrara el Secretario General Antonio Guterres. El subsecretario aconseja al Secretario General sobre los 3 pilares del desarrollo sostenible —social, económico y medioambiental— y nutre los vínculos clave con  gobiernos, ODS, agencias de ONU y organizaciones de la sociedad civil. Para dirigir y gestionar el DESA, el subsecretario cuenta con la ayuda del vicesecretario general para el desarrollo económico  y del vicesecretario general para coordinación de políticas y asuntos interdepartamentales, que en 2017 era Thomas Gass.

## Misión
La misión del DESA  es promover el desarrollo sostenible para todos, centrándose en los más vulnerables. Esto refleja una preocupación fundamental por la equidad y la igualdad en países grandes y pequeños, desarrollados y en desarrollo. El DESA subraya la necesidad de que todos los que intervienen en el desarrollo –gobiernos, ONU y otras organizaciones internacionales, sociedad civil y sector privado– cumplan cada uno su papel para mejorar el bienestar económico y social. Este énfasis en una participación equitativa de  todas las  personas y naciones es lo que hace única a la ONU y da a la agenda de desarrollo (de 2015 a 2030, los ODS, también conocidos como Agenda 2030 para el Desarrollo Sostenible, o simplemente Agenda 2030) su legitimidad universal.

## Función
El programa de trabajo del DESA se puede categorizar en 3 áreas:

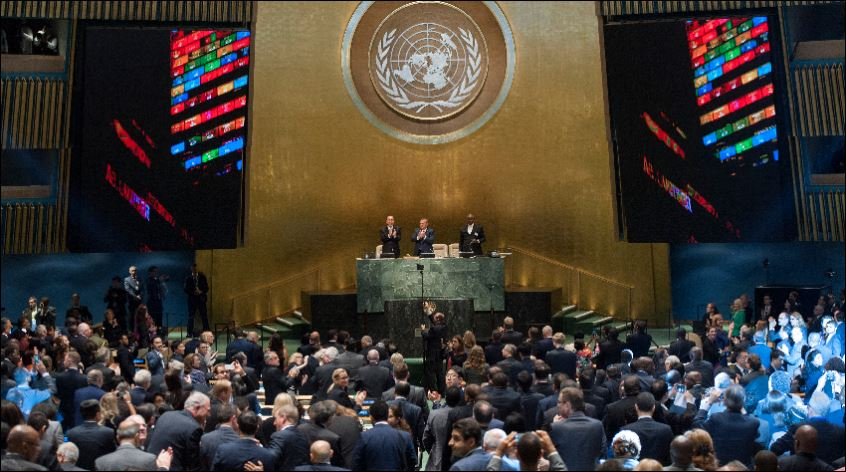
Adopción de la Agenda 2030 el 25 de septiembre de 2015

Establecimiento de normas: el DESA ayuda a los países al facilitar cumbres y conferencias mundiales importantes, porque así encuentran terreno común y dan pasos decisivos hacia delante. Específicamente, el DESA se encarga de apoyar las deliberaciones en 2 importantes órganos de la ONU: la Asamblea General y el Consejo Económico y Social (ECOSOC), incluyendo los órganos que de él dependen. 
Además, el DESA organiza apoya consultas con un conjunto de actores que incluyen el sector privado y la sociedad civil. A este respecto, las prioridades del DESA están promoviendo el progreso hacia los ODS y fortaleciendo la rendición de cuentas sobre ellos. Además, el DESA es responsable de asegurar el compromiso de la sociedad civil con la ONU a través de los órganos del ECOSOC.
Datos y análisis:
el DESA, genera, analiza y compila una amplia gama de datos oficiales de carácter económico, social y medioambiental, e información sobre a qué Estados miembros recurrir para analizar problemas comunes e inventariar cuáles son las políticas posibles. Una de las contribuciones primarias del DESA es proporcionar investigación y análisis de políticas para que los gobiernos las utilicen en sus deliberaciones y decisiones. El DESA también es el departamento “autor” líder de la Secretaría General. Sus investigaciones y análisis cubren una vasta gama de temas económicos, sociales y medioambientales. Edita numerosas  publicaciones destacadas e importantes informes intergubernamentales, los cuales son esenciales para negociaciones de la ONU y decisiones de política mundial. Las publicaciones se distribuyen por todo el mundo en papel o formatos electrónicos.
Refuerzo de capacidades:
el DESA también aconseja a los Estados miembros sobre la aplicación nacional de las políticas y los programas elaborados en conferencias de la ONU. Ayuda a los gobiernos interesados a trasladar los marcos acordados en estas cumbres a programas nacionales y, a través de asistencia técnica, contribuye a reforzar las capacidades nacionales.

## Divisiones
La División de Políticas y Análisis del Desarrollo es el laboratorio de ideas (think tank) sobre economía del desarrollo dentro del DESA y la principal unidad de investigación del desarrollo dentro de las Naciones Unidas. Las funciones clave de esta división incluyen el seguimiento de la situación económica y social del mundo, la promoción de la coordinación macroeconómica y el análisis de tendencias de desarrollo para mejorar la aplicación de la Agenda 2030. Recientemente el DESA ha contribuido con un conjunto de análisis y recomendaciones al debate internacional sobre la crisis financiera y económica mundial.
La División para Desarrollo Sostenible apoya los procesos intergubernamentales relacionados con el desarrollo sostenible en la ONU y sirve de secretaría al Foro Político de Alto Nivel sobre Desarrollo Sostenible. Esta división proporciona liderazgo y cataliza la acción para promover la Agenda 2030 mediante la investigación y los informes sobre políticas. De esta forma refuerza las capacidades nacionales y facilita la coordinación interdepartamental de la ONU y la involucración de grandes grupos y otros actores en el trabajo de la ONU por el desarrollo sostenible. La División para Desarrollo Sostenible también alberga una unidad con el mandato de apoyar la posterior aplicación de acuerdos intergubernamentales relacionados con el desarrollo sostenible de pequeños estados insulares (conocidos por las siglas inglesas SIDS, donde la S final no es de plural, sino de "States") entre los que se cuentan el Sendero de SAMOA, el Programa de Acción de Barbados y la Estrategia de Mauricio para la extensión de dicho programa.
La División de Administración Pública y Gestión del Desarrollo ayuda a los países a construir y fortalecer sus instituciones públicas. Asiste a los gobiernos en las reformas del sector público y las mejoras de los servicios públicos. Mediante el refuerzo de capacidades, el intercambio de conocimientos y la formación presencial o en línea, esta división aboga por unos servicios públicos eficaces, eficientes, orientados al ciudadano y basados en los principios de transparencia, rendición de cuentas y participación cívica. Pone énfasis en planteamientos innovadores de administración pública, particularmente a través del gobierno electrónico.
La División de Estadística del DESA es un centro mundial de datos sobre todos los temas. Ofrece así al mundo información estadística compilada por todo el sistema de ONU. Gestiona y facilita el desarrollo del sistema estadístico mundial y sirve como la secretaría de la Comisión Estadística de las Naciones Unidas. Esta división lucha para desarrollar normas y estándares estadísticos para actividades estadísticas globales y apoya los esfuerzos de los países para fortalecer sus sistemas estadísticos nacionales. Tiene un extenso programa de publicación de manuales técnicos e información estadística.
La Oficina de Financiación para el Desarrollo proporciona apoyo para el seguimiento continuo de los compromisos contenidos en la Agenda de Acción de Adís Abeba, basándose en la Declaración de Doha (2008) y el Consenso de Monterrey (2002). Dichos compromisos se distribuyen en 7 áreas: (i) recursos públicos nacionales; (ii) finanzas y empresas privadas nacionales e internacionales; (iii) cooperación internacional para el desarrollo; (iv) el comercio internacional como motor del desarrollo; (v) sostenibilidad de la deuda; (vi) asuntos sistémicos; y (vii) ciencia, tecnología, innovación y refuerzo de capacidades. La Agenda de Adís Abeba, en sus conclusiones, también aborda los datos y el seguimiento. Establece un proceso dedicado y reforzado para la monitorización y la información sobre los resultados de la financiación del desarrollo y todos los medios de aplicación de la Agenda 2030. Esta oficina apoya dicho proceso trabajando con Estados miembros, grandes actores institucionales, otras organizaciones relevantes, la sociedad civil y el sector empresarial.
La Oficina de Apoyo al ECOSOC y Coordinación proporciona apoyo sustancial y promueve el consenso en el Consejo Económico y Social y la Asamblea General. Una responsabilidad fundamental de esta oficina es apoyar al Foro Anual de Revisión Ministerial y Cooperación para el Desarrollo que organiza el ECOSOC para asegurar una revisión amplia y cualitativa del progreso en la aplicación de los Objetivos de Desarrollo del Milenio (predecesores de los ODS). Las reuniones mundiales preparatorias, las consultas regionales y las revisiones nacionales son elementos esenciales para asegurar una revisión sustancial a nivel ministerial y un diálogo de calidad, orientado a la acción, sobre cooperación al desarrollo. Esta oficina pone de acuerdo a agencias de ONU y a la sociedad civil para elaborar programas de acción común. También da consejos para fortalecer la interacción entre ECOSOC y la Comisión de Pacificación con el fin de contribuir a una pacificación coordinada, coherente e integrada tras un conflicto.
La División de Población es líder mundial en investigación demográfica. Prepara estimaciones y proyecciones en asuntos como población total, fertilidad, mortalidad, migración y urbanización, las cuales sirven como referencia para el sistema de la ONU, muchos gobiernos, académicos, medios de comunicación y usuarios corporativos de todo el mundo. Esta división es la secretaría de la Comisión sobre Población y Desarrollo, y por tanto controla la aplicación del programa de acción de la Conferencia Internacional sobre Población y Desarrollo (1994) y sus compromisos de seguimiento. También calcula indicadores selectivos relacionados con los objetivos de salud reproductiva de los Objetivos de Desarrollo del Milenio y asiste a las deliberaciones de la Asamblea General en el área de migración internacional y desarrollo.
La División de Políticas Sociales y Desarrollo ayuda a los gobiernos y a las organizaciones de la sociedad civil a formular políticas sociales que fomenten sociedades más seguras, justas, libres y armoniosas. Esta división trabaja con socios de desarrollo para promover la realización de una  'sociedad para todos', donde todos sus  miembros, tanto ancianos como jóvenes, tanto discapacitados como pueblos indígenas y otros grupos a menudo marginados, tengan voz y participen igualitariamente. Esta división también proporciona el soporte y los servicios básicos a la Comisión para Desarrollo Social, el Foro Permanente sobre Asuntos Indígenas de las Naciones Unidas y la Conferencia de Estados para la Convención sobre los Derechos de Personas con Discapacidad.
El Foro de las Naciones Unidas sobre los bosques es el  punto focal del DESA sobre todos asuntos de política forestal. La secretaría de este foro proporciona un apoyo sustancial a sus reuniones bienales, prepara informes técnicos y estudios analíticos, y, a través del diálogo, fomenta la cooperación y la coordinación en asuntos forestales. Ofrece una visión forestal amplia e integrada que abarca aspectos económicos, sociales y medioambientales. En 2009 se ordenó a esta secretaría que lanzara un proceso facilitador para ayudar a los países a conseguir financiación para gestión forestal sostenible.
La Oficina de Refuerzo de Capacidades apoya a otras divisiones del DESA para formular la estrategia de refuerzo de las capacidades de los países miembros de la ONU (por ejemplo la capacidad de recaudar impuestos, de censar correctamente a la población, etc.) y para aplicarla posteriormente. Entre sus funciones se cuenta evaluar las capacidades existentes, proporcionar recursos humanos y gestión financiera, y formar personal. También gestiona el Programa de Jóvenes Profesionales para el Secretariado de la ONU y da apoyo en la gestión financiera de los juicios a los jemeres rojos.

## Conferencias (desde 1990)
2016
- Cumbre para Refugiados y Migrantes
- Conferencia Mundial de Transporte Sostenible

2015
- Tercera Conferencia Internacional sobre Financiación para el Desarrollo
- Cumbre de Desarrollo Sostenible de las Naciones Unidas
- Cumbre Mundial para la Sociedad de la Información (WSIS +10)

2014
- Conferencia Mundial sobre Pueblos Indígenas
- Tercera Conferencia Internacional sobre Pequeños Estados Insulares en Desarrollo (SIDS por sus siglas en inglés)

2013
- Décima reunión del Foro de las Naciones Unidas sobre los bosques

2012
- Conferencia de las Naciones Unidas sobre Desarrollo Sostenible (Rio+20)

2011
- Conferencia de las Naciones Unidas sobre Países Menos Desarrollados

2010
- Cumbre de Naciones Unidas sobre los Objetivos de Desarrollo del Milenio

2009
- Conferencia de las Naciones Unidas sobre la Crisis Financiera y Económica Mundial y su Impacto en el Desarrollo

2008
- Seguimiento de la Conferencia Internacional sobre Financiación para el Desarrollo con el fin de revisar la aplicación del Consenso de Monterrey
- Acontecimiento de alto nivel en los Objetivos de Desarrollo del Milenio 2008

2006
- Diálogo de alto nivel sobre Desarrollo y Migración Internacionales

2005
- Cumbre Mundial
- Revisión decenal de la Declaración de Copenhague  y su programa de acción
- Revisión decenal de la Declaración de Pekín y plataforma de acción
- Fase dos de la Cumbre Mundial sobre la Sociedad de la Información

2004
- Revisión decenal del Programa de Acción de Barbados

2003
- Conferencia ministerial internacional de países en desarrollo sin litoral y de tránsito
- Fase uno de la Cumbre Mundial sobre la Sociedad de la Información

2002
- Conferencia Internacional sobre Financiación para el Desarrollo
- Cumbre Mundial sobre Desarrollo Sostenible
- Segunda Asamblea Mundial sobre Envejecimiento
- Sesión especial de la Asamblea General sobre la infancia Archivado el 2 de abril de 2019 en Wayback Machine.
- Cumbre Alimentaria Mundial Archivado el 25 de marzo de 2022 en Wayback Machine.: cinco años después

2001
- Tercera Conferencia de la ONU sobre Países Menos Desarrollados
- Sesión especial de la Asamblea General para evaluación y revisión globales de la aplicación de la Agenda Habitat
- Sesión especial de la Asamblea General sobre el sida

2000
- Cumbre del Milenio
- Foro de Educación mundial
- Cumbre Social +5
- Sesión especial de la Asamblea General para la revisión quinquenal de la Declaración de Pekín y plataforma para la acción

1999
- Vigésima primera sesión especial de la Asamblea General sobre la Conferencia Internacional sobre Población y Desarrollo

1996
- Segunda Conferencia de ONU sobre Asentamientos Humanos (HABITAT II)
- Cumbre Alimentaria Mundial

1995
- Cuarta Conferencia Mundial sobre las Mujeres, que incluía la Plataforma de Pekín para la Acción
- Cumbre Mundial para el Desarrollo Social

1994
- Conferencia Internacional sobre Población y Desarrollo.
- Conferencia Mundial sobre el Desarrollo Sostenible de Pequeños Estados Insulares

1993
- Conferencia Mundial sobre Derechos Humanos

1992
- Conferencia de las Naciones Unidas sobre Medio Ambiente y Desarrollo.
- Conferencia Internacional sobre Nutrición.
- Cumbre Mundial de la Infancia.
- Conferencia Mundial sobre Educación para Todos.
- Segunda Conferencia de la ONU sobre Países Menos Desarrollados.

## Informes
- Informe 2007 sobre la juventud mundial

## Sociedad civil
Dentro del DESA  hay varias unidades que trabajan con la sociedad civil y actores no estatales. La rama de ONG de la Oficina de ECOSOC para soporte y coordinación es el punto focal  para las ONG que son consultadas por el Consejo Económico y Social (ECOSOC). Esta rama también actúa en nombre de la dirección de ECOSOC para proporcionar apoyo al comité qué evalúa. El DESA proporciona servicios a 4 700 ONG a las que consulta el ECOSOC, y también a cualquier otra ONG que intente trabajar con la ONU. Cada año, unos 9 000 representantes de ONG participan en estos acontecimientos solo en Nueva York.